# Aniparo
Aniparo (アニパロ?) è un genere d'animazione giapponese costituito da parodie di altri anime specifici oppure di altri generi. Spesso sono realizzati in stile super deformed. Ne sono un esempio le miniserie Chibichara - Nagai Go sekai (Il pazzo mondo di Go Nagai), di Gō Nagai, Mini Pato scritta da Mamoru Oshii e la più recente Panda Z. Il termine è una crasi tra il giapponese anime e l'inglese parody (parodia).
Generalmente pensate per un pubblico di bambini (kodomo), le aniparo sono l'ennesimo esempio della versatilità mediatica e commerciale dell'anime, che anche quando dà spazio all'autoironia dissacrante degli autori è capace di generare interesse e profitto: esse danno luogo infatti ad un merchandising di notevoli dimensioni, costituito per lo più dai gadget dei loro protagonisti super deformed (portachiavi, pupazzi, magliette ecc.).

## Esempi
- Nekomajin di Akira Toriyama, una parodia della serie più famosa dell'autore, Dragon Ball;
- Gintama di Hideaki Sorachi
- Bobobo-bo Bo-bobo di Yoshio Sawai